# Flemming Lindeløv
Flemming Lindeløv, R (født 20. august 1948) er en dansk erhvervsleder.
Han blev uddannet civilingeniør i kemi i 1975 og i 1977 lic.techn. (ph.d.) fra Danmarks Tekniske Højskole.
Han var ansat i Industrirådet 1977-1978 og ved FDB's Centrallaboratoriet 1978-1982. I 1982 blev han direktør for FDB's ferskvareområde og i 1987 koncerndirektør og medlem af koncerndivisonen. I 1989 skiftede han til Tulip Slagterierne, hvor han blev administrerende direktør; fra 1990 samme i Tulip International. Han blev udnævnt til koncernchef og administrerende direktør i Carlsberg i 1996 og fra 2001 administrerende direktør i Carlsberg Breweries. Samme år skiftede han dog til en stilling som administrerende direktør i Royal Scandinavia (til 2005).
Flemming Lindeløv har i dag en lang række tillidshverv, bl.a. som bestyrelsesformand for Prime Office A/S (fra 2008) og bestyrelsesmedlem i Illums Bolighus, Schoeller Plast A/S og tidligere bestyrelsesmedlem i DONG (ØRSTED), Lundbeck A/S, Deltaq A/S, Chr. Hansen A/S, Rockwool A(S & Fonden INDEX:, Copenhagen Artists A/S og  Alfa Nordic A/S Han er desuden medlem af VL-gruppe 1 og fra 1997 af det rådgivende repræsentantskab for Danske Bank. Fra 2005 til 2018 har han været faglig dommer i Sø- og Handelsretten. Fra 2001 til 2006 var han formand for Hovedstadens Udviklingsråds Erhvervsforum. Frem til 2007 var han bestyrelsesformand i medicinalvirksomheden Lundbeck. 1997 blev han Ridder af Dannebrog.
Flemming Lindeløv var medlem af ERT European Round Table (1996-2001) og bestyrelsen for topledernetværket Presidents Institute i perioden 2009-2016. 2016-18 ansat som direktør hos Schoelle-Plast og efterfølgende bestyrelsesmedlem samme sted.
Lindeløv er bosiddende i Hellerup